# Grabdenkmal für Herzog Albrecht

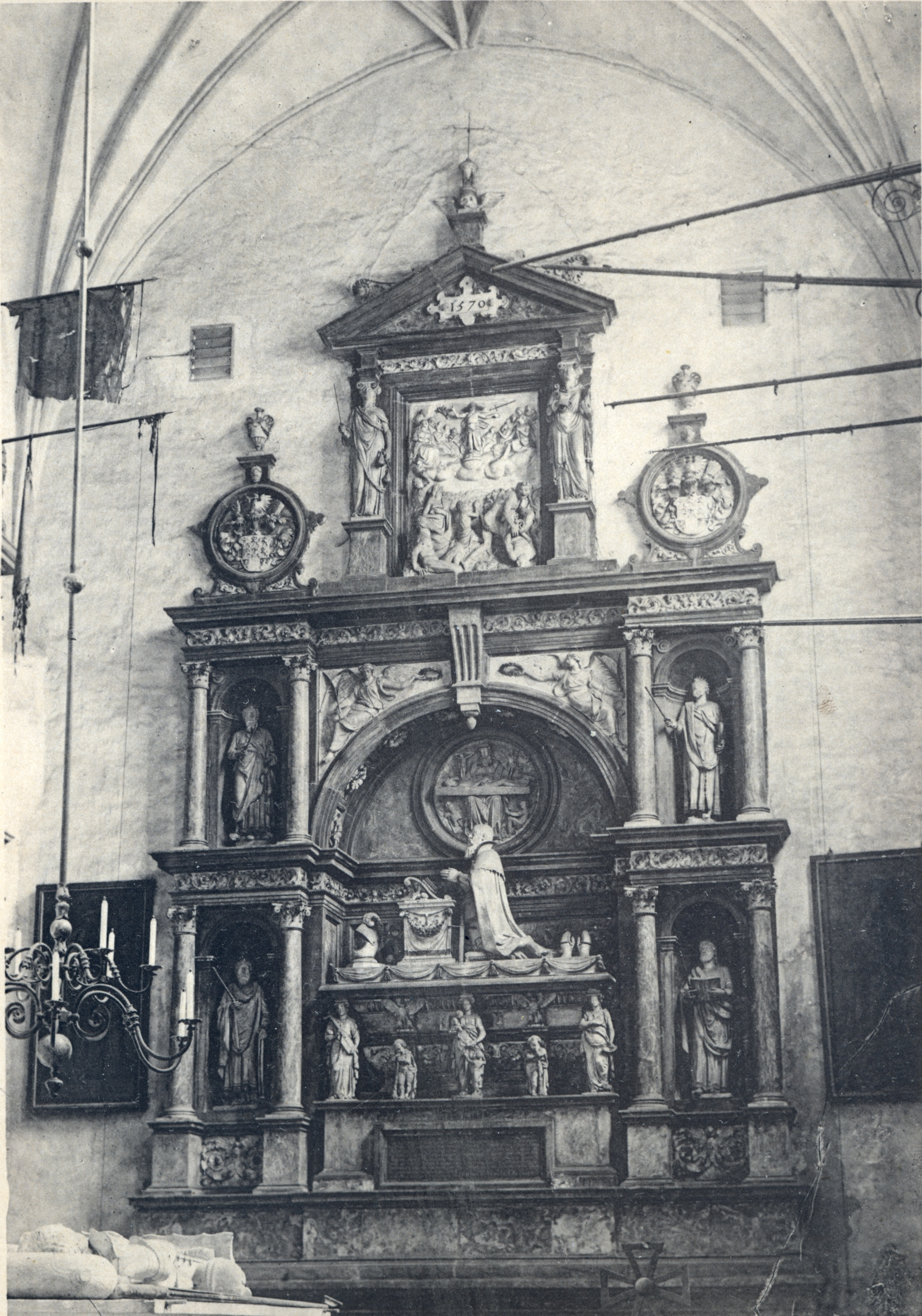
Grabdenkmal für Herzog Albrecht im Königsberger Dom, Ende des 19. Jahrhunderts.

Das Grabdenkmal für Herzog Albrecht ist ein Grabdenkmal des Staatsgründers Herzogs Albrecht von Preußen  im  Königsberger Dom.

## Lage
Es befindet sich in rekonstruierter Form wieder an der gesamten Ostwand im  Königsberger Dom.

## Geschichte
Das Kunstwerk wurde in Antwerpen noch zu Lebzeiten des Herzogs begonnen und zwei Jahre nach dessen Tod vollendet. Herzog Albrecht verstarb 1568. Das Kunstwerk trägt die Inschrift „1570“. Es wurde in den Jahren 1571 bis 1572 aufgestellt. Das Denkmal überstand den Zweiten Weltkrieg „nahezu unbeschädigt“. Aber alle Figuren, Wappen, Säulen kamen in der Nachkriegszeit abhanden. Das Grabdenkmal wurde inzwischen rekonstruiert.

## Beschreibung
Das Grabdenkmal ist in ein Haupt- und Obergeschoss gegliedert. Die Figuren bestehen aus weißem Alabaster. Die Architektur aus belgischem Kalkstein.

### Hauptgeschoss

#### Mittelteil
Eine große Rundbogennische bildet den Mittelteil, in dem ein großer Sarkophag steht. Den Sarkophag schmücken verschiedene Karyatiden: Allegorien auf Glaube, Liebe und Hoffnung. Zwischen den Karyatiden befinden sich zwei trauernde Genien mit gesenkter Fackel, darüber der brandenburgische Adler.
Der Sockel zeigt eine große Inschriftentafel:
Hac jacet Albertus Marchio tectus humo

Teutonico Pater illius prognatus Achille

Regis Casmiri filia, mater erat

Pro Marianorum, titulo cessante, Magistro

Agnovit primum Prussia culta Ducem

Prima illi conjunx Danorum Regibus orta,

Altera erat, Gvelphos, quae numerabat Avos

Sacra repurgavit fido monstrante Luthero,

Struxit & egregiae culta Lycea Scholae,

Pacificus, justus prudens, pius atque benignus

Doctorumque fuit, doctus & ipse Pater

Hoc Duce creverunt & opes & publica terrae

Commoda, quae Patria juvit & auxit ope.

Quinquaginta & sex his terris praefuit annis,

Undecies septem vivere fata dabant.

Ergo Patris Patriae memor esse Borussia debes,

Proque salutari Principe grata DEO.

Ruhet allhier Margraf Albrecht, mit Erde bedeckt.

Mit dem deutschen Achill war verwandt der Vater von jenem,

Königes Casimir Kind war, die an's Licht ihn gebar.

Statt Hochmeister des Ordens (der Titel erlosch,) ihn  zu nennen.

Ehrt' ihn als Herzog zuerst Preußens erleuchtetes Land.

Dänmarks Herrschern verdankte die Erstvermählte den Ursprung,

Ahnen von guelphischem Stamm zählte sein zweites Gemahl.

Säubernd das Heiligthum that treu er, was Luther empfohlen,

Legte Lyceen an, als der Gelehrsamkeit Schmuck.

Friede liebend, gerecht, klug, gottergeben und gütig

War in der Weisen Zahl Weiser und Vater er selbst.

Als er regierte, wuchs Reichthum und gemeinsame Wohlfahrt,

Welche das Vaterland fördert' und mehrte mit Macht.

Sechs und fünfzig der Jahr' herrscht Albrecht über die Lande,

Auf dem Sarkophag kniet der Herzog. Der Herzog ist im Herzogsmantel gekleidet und ohne Kopfbedeckung („barhäuptig“)
Vor ihm befinden sich seine Eisenhandschuhe, hinter dem Knieenden ruht sein Helm. Der Herzog betet vor einem viereckigen Betpult, auf dem sich das Evangelium befindet. Der Betpult ist bei näherer Betrachtung ein Altar, weil dieser vorragende Widderköpfe an den Ecken zeigt. Über dem Herzog befindet sich in der oberen Hälfte der Rundbogennische ein kreisrundes Relief. Gezeigt wird eine weibliche, verschleierte Figur, eine Allegorie auf die Religion („wie die Römer die Pietàs abbildeten“). Die Frau sitzt in einem Sarg und hält einen unbekleideten Leichnam. Mit ihren Armen umschließt sie zusammen mit dem Leichnam die kleinen Figuren des gekreuzigten und des auferstandenen Jesus als Überwinder von Tod und Teufel, die als Figuren zu Füßen der Pietà sitzen.
In den Bogenzwickeln, die Flächen zwischen dem Rundbogen und seiner rechtwinkligen Umrahmung (Alfiz), werden als Relief zwei geflügelte mädchenhafte Genien dargestellt. Die eine Figur hält einen Palmzweig, die andere Figur einen Kranz.

#### Seitenteile
Die große Rundbogennische wird an den Seiten von vier kleineren Rundbogennischen mit korinthischen Säulen mit Gebälk geschmückt. In den kleinen Nischen stehen vier Könige, darunter König Salomon und König David mit Harfe. Die Bekrönungen der Seitenteile sind kreisrunde Schilde mit den Wappen des Herzogs, das in beiden dasselbe ist. Auf den Schilden stehen oben Urnen.

### Obergeschoss
Im Obergeschoss befindet sich das Relief Das Jüngste Gericht. Zu beiden Seiten stehen Karyatiden, die Gerechtigkeit und Klugheit darstellen. Über dem Giebeldreieck, geschmückt mit Masken und mit der Inschrift 1570, befindet sich ein geflügelter Totenkopf neben einer Sanduhr und Waage. Ganz oben befindet sich eine Figur, die Füße auf der Weltkugel. Die Figur hält zwei Attribute, das Schwert und Lilie, als Symbol der Verdammung und der Begnadigung.

## Kunstgeschichtliche Bedeutung
Das Denkmal gilt laut Baldur Köster und Georg Dehio/Ernst Gall als eines der Hauptwerke von Cornelis Floris. Dehio zufolge wurde das Grabdenkmal nach dem Vorbild römischer und venezianischer Grabmale der Hochrenaissance  geschaffen. Anton Ulbrich sieht darin „italienische Renaissanceformen in niederländischer Übertragung“. Das in Antwerpen bestellte Epitaph wurde in Königsberg aufgestellt, seine Gestaltung war dann „von entscheidendem Einfluß auf die Entwicklung des ostpreußischen Altar- und Epitaphtyps bis in die 2. Hälfte des 17. Jahrhunderts“.
Eugen von Czihak bezweifelt die Urheberschaft von Floris. A. Hagen und Karl Faber vertreten die Ansicht, dass Jakob Binck aus Köln den Entwurf für das Epitaph schuf. Adolf Boetticher bezweifelt Bincks Urheberschaft mit Hinweis auf dessen Tod vor Anfertigung des Epitaphs.